# 干物妹！小埋
《干物妹小埋》是日本漫畫家三角頭创作的日本漫画作品，于《周刊YOUNG JUMP》2013年15号开始连载。單行本全12卷。本作的故事背景设定在東京都八王子市，讲述的是一位在外面是娴熟高贵、但回到家后立即变成宅在家中喜欢ACG的干物女小埋，与照顾她生活的哥哥以及好友们之间发生的喜剧故事。2017年10月8日起在AT-X、東京都會電視台、日本BS放送等電視台放送第2期。
《干物妹小埋》原作漫画于2017年11月9日在《周刊YOUNG JUMP》上完结，并宣布于2017年11月30日在《周刊YOUNG JUMP》第53号上开始连载新作《我家有個魚乾妹G》。

## 故事簡介
《干物妹小埋》描述女高中生土間埋與她的哥哥土間大平一起生活的故事。在學校裡八面玲瓏的小埋，一回到家就變成了遊手好閒的干物妹，花大量的時間躺在地板上玩遊戲，並不斷指使她的哥哥做各種雜事，這也因此讓大平感到十分苦惱。在這段生活中，有着另類性格的小埋與她的同學本場切繪成為了朋友，還遇到了在學校的競爭對手橘·希爾芬福特，而這兩人的哥哥都是與大平同一间辦公室的同事。

## 登场人物

### 主要人物
土间埋（Doma Umaru，聲：田中爱美（日）；黃紫嫻（港）；山新（中国大陆））
生日：9月26日 （16岁）/ 身高：160cm / 血型：AB型
本作主角。被哥哥称为「小埋」。 頭腦聰明長相漂亮，有著奶橘色长发的天才女生。與哥哥大平同住在東京都八王子市一間公寓內。
荒矢田高中1年A班的学生，在学校时行为端庄靓丽，是个文武双全受人歡迎的女高中生，被他人形容为「美妹」。但是一旦回到家中，她就會一變為披着仓鼠型斗篷、十分好吃懒惰并沉迷于ACG的「干物妹」，在化身魚乾妹時为二头身的形象；「魚乾妹」一詞即為魚乾女和妹妹的組合。
在家幾乎只吃飯、睡覺、玩遊戲、看漫畫，並把家中弄得凌亂不堪。生活起居飲食基本上全部由大平一手承担，是個生活白癡；但是在學校謊稱自己會幫大平做便當。雖然會指使大平做東做西，但其實非常重視和依賴大平；重度兄控，在大平去濱松出差時看到大美女叶就追問大平兩人的關係，一開始也極度反對纏著大平的小光來家裡玩。
在校时被谣传家境富有，后来小埋去希爾芬家之后才发现，谣言可能本应指的是希爾芬；也许是在一传十十传百之后，谣言的主语最终莫名其妙地变成了小埋。
养有两只仓鼠作為寵物，分别命名「倉鼠次郎」和「倉鼠三郎」。喜欢可乐、泡麵、比薩、洋芋片等食物，討厭吃青椒。
會視情況扮演不同的角色來隱藏自己的身分：在游戏机中心或獨自購買ACG產品时，以的羅馬拼音開頭为名，即「UMR」；而線上遊戲名稱則是「UMARU」。
比賽後某天在游戏中心遇上希爾芬，为了不被认出，佩戴比賽時用的眼罩並以UMR的身份和對方認識并成为好友，兩人會通过手机联系出去玩。
切绘为了還小埋遺失的學生證来小埋家时，见到小埋在家的模样，但切绘並未认出。小埋順勢谎称自己为妹妹「小困」，并和切绘成为在家时的好友。
個性有小惡魔的一面，如在與哥哥外出時以美妹的外表哭泣讓大平屈服於公眾輿論來達成買遊戲或者寵物的目的。雖然好吃懶做但是變身似乎會消耗不少熱量達到運動效果，因此小埋得以保有曼妙的身材。
土间大平（Doma Taihei，聲：野岛健儿、富田美憂（幼少期）（日）；张伟伦（港）；皇贞季（中国大陆））
生日：6月2日（26岁） / 身高：170cm / 血型：A型
小埋的哥哥。戴着黑框眼镜，在一家信息技术运营支援公司工作。
生活基本上繞著妹妹小埋轉，造就了小埋家中廢人般的魚乾妹模式。
对小埋在家的生活表示十分頭痛，但却认为这是自己惯养而成的。儘管時常叫小埋要改善不可再懶散下去，最後仍然非常寵溺妹妹。对朋友十分温柔。對女角們就像自己家人一樣。
他雖然持有驾照，但因為搭乘電車通勤，幾乎沒有實際駕駛過。曾在與小埋買車時試駕過，但試駕時過於恐懼，所以最後作罷。
故事发生的10年前，作為高中生的他成绩十分優秀，能輕而易舉地拿滿分。根據崩巴的說法，大平因為佔據榜首文風不動，而被其他成績優秀的學生稱為「鬼之大平」。然而本人對此毫不知情，在崩巴對小埋訴說往事時才曉得此事。

### 荒矢田高中的學生
海老名菜菜（Ebina Nana，聲：影山燈（日）；楊婉潼（港）；幽舞越山（中国大陆））
生日：10月19日 / 身高：155cm / 血型：O型。
外傳《秋田妹！海老名醬》的主角。
與小埋同為一年A班的學生，小埋称呼她为「小海老名（日語：海老名ちゃん）」，而其他人则直呼其姓，但常常被希爾芬念錯。与土间埋住在同属一栋的公寓之中。出身自秋田县的一个农家。個性十分温柔，但比较害羞、缺乏自信，緊張時頭頂會冒煙，尤其是在遇到大平時特別明顯，時常因為一些小事而不知所措。食量巨大，当见到食物时肚子会忍不住地鸣叫，很怕在別人面前表現出愛吃的模樣。
大平曾经送了一个猫毛娃娃给她，因此开始隐约地喜欢大平。电视動畫中，海老名对大平的喜爱和食量更为突出凸顯。
和接近天才的小埋相反，學業成績以及體育能力都不怎麼樣，不過會煮飯，是四人組當中胸部最豐滿的。
其實一般在開讀書會時成績不錯，卻因為容易緊張的個性導致她實戰發揮不佳，總是考的不好。
橘·希爾芬福特（Tachibana Sylphynford，聲：古川由利奈（日）；鄭家蕙（港）；姜英俊（中国大陆））
生日：12月24日 / 身高：158cm / 血型：B型。
與小埋同為一年A班的學生。有着蓝色的长发和闪亮的眼睛。成绩优秀，因此视小埋为竞争对手。喜歡抹茶，本身也非常喜歡日本文化。性格活跃，喜欢张扬自己，但又有少许的天然呆，所以缺少交往的朋友。
非常喜歡以及崇拜哥哥亞力克斯，雖然因為對方而喜歡上ACG但不想被對方知道自己喜歡ACG的事實。各方面的天才實力跟小埋接近，甚至在遊戲比賽中差點擊敗小埋，但快获胜时由于见到自己的哥哥，怕自己在哥哥心目中的形象崩壞而逃离，之后和UMR身份的小埋有着不错的关系，并相互有联系相約一起玩樂，并因此接触到ACG文化而和哥哥有所交流。 由於不知道小埋的多重身份，在和眾女孩交好之後曾興高采烈地想把UMR介紹給眾人，害小埋一陣緊張；足球比賽前也約UMR出來特訓想要擊敗小埋，小埋也因為和希爾芬進行了特訓讓自己在比賽時費盡了精力導致回家後癱軟無力。
本场切绘（Motoba Kirie，聲：白石晴香（日）；王夢華（港）；杨凝（中国大陆））
生日：3月15日 / 身高：139cm / 血型：A型。
與小埋同為一年A班的學生，本场猛的妹妹。由于开学时曾攻击前来参观的哥哥，且平时眼神凶狠，所以被同学认为此人不易相处，但实际她是个相当怕生笨拙的人。
小埋遺失的学生证被她捡到，但害羞地切繪不敢在學校跟小埋講，最後尾隨小埋想送去小埋家；因此见到了在家的小埋(魚乾妹)，但并未认出，小埋遂以自己是妹妹小困（日語：こまる）隐瞒了身份。切繪被在家中的小埋的样子所萌到，而认小埋为师父，并经常到小埋家玩。小埋在認識切繪後在學校也主動去跟切繪攀談，好讓切绘能与正常样子的美妹小埋和海老名有做朋友。十分羨慕小埋的哥哥大平，討厭哥哥崩巴粗線條的行為。
因為小時候曾經走丟所以怕黑也不喜歡下雨；身高是四人組裡面最矮的。
很喜歡畫畫，夢想是當一名繪本畫家。
於漫畫115話和海老名表示知道海老名喜歡大平並想辦法幫海老名助攻。
金剛光（Kongou Hikari，聲：水瀨祈（日））；閆夜橋（中国大陆）
特別晉升班的學生，是一位有著神祕氣息的少女。穿著比自己的手腕還要長的襯衫，留著白色長髮，頭上戴著鑽石髮飾，與小埋同時獲頒成績優良獎，葉的妹妹。稱大平為哥哥，十分喜歡大平。
小光非常喜歡吃麵包，吃麵包的能力比小埋還要厲害，但是因為喜歡到很偏食會被姊姊葉罵。由於知道小埋的魚乾妹模式，一見面就戳破小埋的美妹偽裝讓小埋十分緊張；在與大平相認後跟小埋進入了微妙的競爭哥哥關係，一開始兩人相互爭鬥大平是誰的哥哥，久而久之反而變成了微妙的朋友。少數知道小埋雙重身份的人。
雖然十分的聰明但因為不善長交際所以不常去學校，考上特優班只是以前葉在特優班獲獎時被大平稱讚，所以也考上特優班想被大平表揚。
有奇怪的嗜好，喜歡抱著在家裡的大地球儀上轉圈圈。  很黏姐姐葉，也因為看到姊姊跟大平在一起時很開心而喜歡大平。
芥川五月（Akutagawa Satsuki）
網名「A･K･T」，本名直到G11話才出現。芥川榮子的妹妹，小埋和小光透過網路遊戲認識女高中生，貌似與小埋同班。

### 大平的同事
本场猛（Motoba Takeshi，聲：安元洋贵（日）；图特哈蒙（中国大陆））
生日：8月5日 / 身高：192cm / 血型：B型
大平的同事、高中同学和好友，通称為「崩巴（日語：ぼんば）」，在遊戲場遇到小埋和橘時暱稱為「BOM」。
切绘的哥哥，十分关心妹妹，但妹妹長大後因為粗線條而被妹妹所厌恶。
特徵是頂著爆炸頭和留著顎鬚，性格大而化之、熱情彭湃，工作上邋遢不认真，全靠大平支援；有时會怂恿大平一起辞职。
聽聞同事目擊大平跟美女走在街上，不信大平解釋說是妹妹而硬跟著大平回家玩時遇見了在睡覺的小埋(魚乾妹)，跟切繪一樣融化了，因此也會來找小埋玩。跟小埋(魚乾妹)很合的來，因為小埋的帽兜稱呼小埋為「小狸」。在海邊之行看到外出埋(美妹)時瞬間石化，跟切繪一樣不知道小埋的雙重身份。
雖然十分想修復和妹妹切繪的關係但總是失敗，後來兩人在土間家不期而遇時被土間兄妹開導而有所改善。
於漫畫189話辭職，轉到S英社的編輯部。
橘·亞力克斯（Tachibana Alex，聲：柿原彻也（日）；李兰陵（中国大陆））
生日：12月24日 / 身高：168cm / 血型：B型
大平的後輩同事，实际上他是通过关系进入公司的，因此在工作上跟崩巴一樣十分的散漫。
希爾芬的哥哥，两人均是德日混血出生。
工作态度不认真，暗中喜欢ACG 文化。
他知道小困跟小埋两者為同一人，因為稱呼小埋(魚乾妹)為老師而被切繪認為是競爭對手。跟小光關係要好，因此推測小光是經由亞力克斯得知小埋的家裡型態。
金剛（Kongou Kanau，聲：小清水亞美（日）；叶知秋（中国大陆））
大平的上司，職位是課長，与大平和猛自高中時期起就是朋友，為公司總裁的女兒、光的姐姐。
是位長髮美女，小大平一歲。
自高中起就暗戀大平，在跟大平相處時會有點冒失屬性，努力地想要和大平成為情侶。在其他人眼中是個認真的幹部。，跟崩巴性格不合，連在公司時私下都會互嗆；稱對方為「死爆炸頭」。
跟妹妹光一起住，但是因為工作繁忙也會常常晚回家導致小光一個人在家。
在小光的助攻下和姊妹倆一起去土間家讓葉學怎麼做菜，不小心噎到而一口氣灌了一杯可樂卻優雅忍住不打嗝的葉讓小埋十分的崇拜。

### 登場人物的親人
小埋與大平的母親（聲：田中爱美（日）；黃紫嫻（港））
回憶中登場的角色，可能已經過世。容貌與小埋十分相似，大平回憶時還把母親跟小埋搞混。
本場元次
崩巴與切繪的父親。留著掃把頭，有着山羊鬍。
本場楓
崩巴與切繪的母親，留著短髮，是一位瘦小并视烟如命的人。個性爽朗。喜歡兒子的朋友大平。
本場基太郎
崩巴與切繪的祖父，留著像獅子一樣的鬍子。
海老名公一郎（聲：岡本信彥（日）；张振熙（港））
菜菜的哥哥，是大平一行人到濱松出差時餐廳的料理長，儘管他常常口出惡言，但是並不是壞人。擅長觀察做料理的人。在菜菜七歲的那一年突然離家出走，下落不明。害羞時頭頂也會冒煙。。
橘美希（聲：井上喜久子（日）；谢颖茵（港））
亞力克斯、希爾芬的母親，總是穿著和服，长相年轻。母女關係良好，犹如姊妹。因为眼睛十分的銳利，她一眼便看穿了UMR身份的小埋，不過幫對方保密。。
海老名寧寧（海老名 寧寧，聲：浅野真澄（日）；郑家蕙（港））
菜菜的媽媽，外表年輕，和菜菜的胸圍一樣，可推測菜菜或許遺傳自媽媽。
芥川榮子（芥川 栄子（あくたがわ えいこ））
A･K･T的姐姐，兒童文庫編集部的副編集長

## 出版書籍
《干物妹小埋》最初在集英社雜誌《奇迹JUMP》的2012年10号和11号以《干物妹 小埋！（日語：干物妹 うまるちゃん!）》为名刊登，随后迁至《周刊YOUNG JUMP》雜誌，并从2013年15号开始连载，而同时，《奇迹JUMP》从2013年15号开始连载特别篇。
我家有個魚乾妹
| 卷數 | 集英社         | 集英社                 | 青文出版社     | 青文出版社             | 青文出版社        | 青文出版社        | 博集天卷   | 博集天卷               |
| 卷數 | 發售日期       | ISBN                   | 發售日期       | 通常版 EAN / ISBN      | 紀念版 EAN        | 限定版 EAN        | 發售日期   | ISBN                   |
| ---- | -------------- | ---------------------- | -------------- | ---------------------- | ----------------- | ----------------- | ---------- | ---------------------- |
| 1    | 2013年9月24日  | ISBN 978-4-08-879706-9 | 2014年11月15日 | EAN 4718016010550      | EAN 4718016017207 | 不適用            | 2024年10月 | ISBN 978-7-5726-1765-2 |
| 2    | 2013年12月24日 | ISBN 978-4-08-879722-9 | 2015年2月10日  | EAN 4718016011564      | EAN 4718016017214 | 不適用            | 2024年     | ISBN 978-7-5726-1766-9 |
| 3    | 2014年6月24日  | ISBN 978-4-08-879861-5 | 2015年8月6日   | EAN 4718016013902      | EAN 4718016017221 | EAN 4718016014626 | 2024年10月 | ISBN 978-7-5726-1767-6 |
| 4    | 2014年12月24日 | ISBN 978-4-08-890083-4 | 2015年10月16日 | EAN 4718016014930      | EAN 4718016017238 | 不適用            | 2024年     | ISBN 978-7-5726-1768-3 |
| 5    | 2015年3月19日  | ISBN 978-4-08-890175-6 | 2015年12月19日 | EAN 4718016015852      | EAN 4718016017245 | 不適用            | 2024年     | ISBN 978-7-5726-1769-0 |
| 6    | 2015年6月19日  | ISBN 978-4-08-890207-4 | 2016年2月10日  | EAN 4718016016460      | EAN 4718016017252 | EAN 4718016017160 | 2024年     | ISBN 978-7-5726-1770-6 |
| 7    | 2015年10月19日 | ISBN 978-4-08-890268-5 | 2016年4月8日   | EAN 4718016018051      | EAN 4718016018228 | 不適用            | 2024年10月 | ISBN 978-7-5726-1771-3 |
| 8    | 2016年3月18日  | ISBN 978-4-08-890370-5 | 2016年8月11日  | EAN 4718016019201      | EAN 4718016019218 | 不適用            | 2024年10月 | ISBN 978-7-5726-1772-0 |
| 9    | 2016年11月18日 | ISBN 978-4-08-890479-5 | 2017年5月25日  | EAN 4718016023451      | EAN 4718016024748 | EAN 4718016023468 | 2024年10月 | ISBN 978-7-5726-1773-7 |
| 10   | 2017年4月19日  | ISBN 978-4-08-890630-0 | 2017年11月9日  | EAN 4718016026650      | EAN 4718016026667 | EAN 4718016026827 | 2024年10月 | ISBN 978-7-5726-1774-4 |
| 11   | 2017年9月19日  | ISBN 978-4-08-890740-6 | 2018年2月1日   | EAN 4718016028067      | EAN 4718016028074 | EAN 4718016028081 | 2024年10月 | ISBN 978-7-5726-1775-1 |
| 12   | 2017年12月19日 | ISBN 978-4-08-890821-2 | 2018年8月13日  | ISBN 978-986-356-535-2 | EAN 4718016033924 | EAN 4718016033931 | 2024年10月 | ISBN 978-7-5726-1776-8 |

我家有個魚乾妹G
| 卷數 | 集英社        | 集英社                 | 青文出版社    | 青文出版社             |
| 卷數 | 發售日期      | ISBN                   | 發售日期      | ISBN                   |
| ---- | ------------- | ---------------------- | ------------- | ---------------------- |
| 1    | 2018年6月19日 | ISBN 978-4-08-891043-7 | 2019年11月1日 | ISBN 978-986-512-083-2 |

### 衍生作品
干物妹！小埋S
《干物妹！小埋》的外传作品《干物妹！小埋S》（ひもうと!うまるちゃんS）为原作作者所画的外传篇，主要讲述了四个女主角的非主线故事。该作品最早于2014年3月20日在niconico静画上开始连载，之后又在《奇迹JUMP》上不定期刊登。外傳的OVA動畫收錄在2015年10月19日發售的第七冊中。
| 卷數 | 集英社        | 集英社                 | 青文出版社    | 青文出版社        |
| 卷數 | 發售日期      | ISBN                   | 發售日期      | EAN               |
| ---- | ------------- | ---------------------- | ------------- | ----------------- |
| 1    | 2015年8月19日 | ISBN 978-4-08-890290-6 | 2016年4月25日 | EAN 4718016024595 |

秋田妹！小海老名
由原作作者三角头所作、以原作人物海老名菜菜为主角的外传漫画《秋田妹！小海老名》（秋田妹!えびなちゃん）于2015年12月7日开始连载，剧情为海老名的过往生活，并会提及她和中学时代好友间的故事。
| 卷數 | 集英社         | 集英社                 | 青文出版社    | 青文出版社             |
| 卷數 | 發售日期       | ISBN                   | 發售日期      | EAN / ISBN             |
| ---- | -------------- | ---------------------- | ------------- | ---------------------- |
| 1    | 2016年11月18日 | ISBN 978-4-08-890539-6 | 2017年8月14日 | EAN 4718016024595      |
| 2    | 2017年12月19日 | ISBN 978-4-08-890764-2 | 2018年8月9日  | ISBN 978-986-356-534-5 |

干物妹！小埋SS
由三角头担任原作、并由负责作画的外传漫画《干物妹！小埋SS》（ひもうと!うまるちゃんSS）于2016年1月19日开始在《MiracleJump》上进行连载。新的衍生作品以土间埋、海老名菜菜、橘·希尔芬福特及本场切绘四人一开始就很要好的平行世界为舞台，并围绕着哥哥土间大平展开一场打打闹闹的日常喜剧。

### 相關書籍
我家有個魚乾妹F-魚乾妹繪日記-
| 卷數 | 集英社        | 集英社                 | 青文出版社    | 青文出版社        |
| 卷數 | 發售日期      | ISBN                   | 發售日期      | EAN               |
| ---- | ------------- | ---------------------- | ------------- | ----------------- |
| 全   | 2015年9月18日 | ISBN 978-4-08-890305-7 | 2016年6月25日 | EAN 4718016018662 |

## 電視動畫
2014年12月18日發行的《周刊YOUNG JUMP》第2014年3号宣布该作品的动画化决定，并同时公布该动画官网链接。
動畫由曾經參與過《戀愛研究所》、《輕鬆百合》制作的動畫工房公司負責制作。於2015年7月8日開始播放。2017年4月8日決定製作第2期，並於同年10月播出。
動畫的販售使用藍光光碟、DVD-ROM作为儲存媒介，每卷收錄兩話。

### 製作團隊
- 原作 - 三角頭（集英社）
- 監督 - 太田雅彦
- 副監督 - 大隈孝晴
- 系列構成 - 青島崇
- 人物設計 - 髙野綾
- 道具設計 - 中川洋未、松本恵
- 美術監督 - 池之上由紀（第1期・OAD1）、三宅昌和（OAD2・第2期）[參⁠ 40]
- 美術設定 - 藤井一志（第1期・OAD1）、佐南友理・大関恒雄・大關雅美（與第2期共同）
- 色彩設計 - 真壁源太
- 攝影監督 - 桒野貴文
- 3D監督 - 渡邊悦啓
- 編輯 - 小野寺絵美
- 音響監督 - 蝦名恭範
- 音響效果 - 山谷尚人
- 音樂 - 三澤康廣
- 音響制作 - 神南Studio（日语：神南スタジオ）
- 音樂製作人 - 三上政高
- 音樂製作 - 東寶
- 主要製作人 - 古澤佳寛、稗田晋（第1期・OAD1）、阿相道廣（OAD2）、足立聰史（第2期）
- 製作人 - 武井克弘（第1期・OAD1）、吉澤隆（第2期）、本安哲人（第1期・OAD1）、高野貴志（OAD2）、林辰朗（第2期）
- 動畫製作人 - 鎌田肇、中村陽介（第1期・OAD1）
- 動畫制作 - 動畫工房
- 製作 - 「干物妹！小埋」製作委員會（第1期）、「干物妹！小埋 R」製作委員會（第2期）[參⁠ 40]

### 主題曲
电视動畫的片頭主題曲为，由本作女主角土間埋的聲優田中愛美主唱，作詞、作曲及編曲由作曲家負責；作曲家manzo（坂下正俊）同時也負責編曲一職。
片尾主題曲為，由土间埋（声优：田中爱美）、海老名菜菜（声优：影山灯）、本场切绘（声优：白石晴香）以及橘·希尔芬福特（声优：古川由利奈）的聲優以「妹S」（意为“妹妹们”）的名義發行。本歌曲作詞由女性歌手真理繪負責，作曲與編曲由作曲家MANYO負責。兩張單曲各自收錄在其同名專輯之中，於2015年8月19日一同發售。
《干物妹小埋》共推出四張角色單曲，每片單曲分別由四位女主角擔任主唱，第一張專輯是由土間埋的聲優田中愛美主唱，第二張專輯是由海老名菜菜的聲優影山燈主唱，兩張專輯於2015年9月2日一同發售。第三張專輯是由本場切繪的聲優白石晴香主唱，第四張專輯是由橘·希爾芬福特的聲優古川由利奈主唱，兩張專輯於2015年9月16日發售。
| 第1期 片頭曲「」 作詞、作曲： 編曲：manzo（坂下正俊）、 主唱：土間埋（田中爱美） 片尾曲「」 作詞：真理繪 作曲、編曲：MANYO 主唱：妹S（土間埋（田中愛美）、海老名菜菜（影山燈）、本場切繪（白石晴香）、橘·希爾芬福特（古川由利奈）） | 第2期 片頭曲「」 作詞、作曲、編曲：篠崎、橘亮祐 主唱：土間埋（田中爱美） 片尾曲「」 作詞、作曲：Hige Driver 編曲：ゆよゆっぺ 主唱：妹S（土間埋（田中愛美）、海老名菜菜（影山燈）、本場切繪（白石晴香）、橘·希爾芬福特（古川由利奈）） |

### 每话列表
| 話數   | 日文標題 | 大陸標題             | 香港標題         | 劇本     | 分鏡              | 演出              | 作畫監督 | 总作画监督        | 改编原作 |
| 第1期  | 第1期    | 第1期                | 第1期            | 第1期    | 第1期             | 第1期             | 第1期 | 第1期             | 第1期 |
| ------ | -------- | -------------------- | ---------------- | -------- | ----------------- | ----------------- | --- | ----------------- | --- |
| 第1話  |          | 小埋和哥哥           | 小埋與哥哥       | 青島崇   | 太田雅彥          | 太田雅彥          | 小倉寬之 中川洋未 高柳久美子 小野田將人 相澤秀亮                                                                           | 高野绫            | 第1话《小埋与哥哥》 第6话《小埋与宠物》 第2话《小埋与学校》 第4话《小埋的美食》 第5话《小埋与外出》                                     |
| 第2話  |          | 小埋和海老名         | 小埋與海老名     | 子安秀明 | 大隈孝晴 荒井省吾 | 荒井省吾          | 日高真由美 島田英明 池田隆也 久利弘                                                                                        | 中川洋未          | 第8话《小埋与朋友》 第3话《小埋与假日》 第9话《小埋与石头剪刀布比赛》 第13话《小埋与外出就餐》 第二卷番外篇《稍早之前的海老名》         |
| 第3話  |          | 小埋與弟子           | 小埋與弟子       | 杉原研二 | 小澤一浩 太田雅彥 | 守田藝成          | 辻智子 熊谷聖弘 | 高野绫            | 第16话《小埋与研究》 第18－19话《小埋与切绘》 第25话《小埋与新的朋友》 第26话《小埋与恐怖电影》                                         |
| 第4話  |          | 小埋與競爭對手       | 小埋與競爭對手   | 鴻野貴光 | 誌村宏明 荒井省吾 | 福本潔            | 谷津美彌子、鳥山冬美 小林利充、佐藤勝行 小倉寬之、高柳久美子 市原圭子、熊谷勝弘 山崎輝彥、小野田將人                       | 中川洋未          | 第12话《小埋与游戏室》 第46話《小埋与网球》 第15話《小埋与修理》 第52－53话《小埋与游戏比赛》                                           |
| 第5話  |          | 小埋與暑假           | 小埋與暑假       | 青島崇   | 三原武憲 荒井省吾 | 矢花馨            | 松本朋之 近藤優次 | 高野绫            | 第56话《小埋与史鲁芬福特》 第20话《小埋与夏》 第64话《小埋与洗浴》 第32话《小埋与时尚》 第14话《哥哥的一天》                            |
| 第6話  |          | 小埋的生日           | 小埋的生日       | 子安秀明 | 網野哲郎 荒井省吾 | 野木森達哉        | 清水勝祐、福田裕樹 cha myong jun                                                                                           | 中川洋未          | 第21话 《小埋与深夜便利店》 第31话 《哥哥的假期》 第27话 《小埋与房间》 第28话 《小埋与生命游戏》 第29话 《小埋的生日》                 |
| 第7話  |          | 小埋的哥哥           | 小埋的哥哥       | 杉原研二 | 太田雅彥 荒井省吾 | 荒井省吾          | 小倉寬之、吉田奏子 、渡邊舞 新井博慧（料理）                                                                               | 高野绫            | 第11话 《小埋与搏击》 第24话 《小埋与拉面》 第34话 《小埋与邦巴》 第65话 《小埋与糖果店》 第46话 《哥哥与回忆》                         |
| 第8話  |          | 小埋和聖誕節和正月   | 小埋與聖誕和新年 | 鴻野貴光 | 今泉賢一 太田雅彥 | 今泉賢一          | 川島尚、藪田裕希 崎口沙織、高柳久美子 狩野正志                                                                             | 中川洋未          | 第38话 《小埋与被炉》 第41话 《小埋与圣诞节》 第43话 《小埋与除夕》 第44话 《小埋与新年》 第三卷番外篇 《聖誕夜的哥哥們》               |
| 第9話  |          | 小埋與情人節         | 小埋與情人節     | 子安秀明 | 小澤一浩 荒井省吾 | 守田藝成          | 小倉寬之、宇良隆太 山崎輝彥、白崎詩織 吉村惠、池添優子 伊藤大翼、丸山修二 、日高真由美 三谷暢之、直谷隆}                   | 高野绫            | 第39话 《小埋与饼干》 第48话 《小埋与情人节》 第87话 《小埋与动漫店》 第50话 《小埋的缺席》 第33话 《小埋与布丁》                       |
| 第10話 |          | 小埋和現在和很久之前 | 小埋與過去和現在 | 杉原研二 | 山崎光惠 太田雅彥 | 野木森達哉        | 市原圭子、伊藤大翼 中野裕紀、岡野幸男 三谷暢之、高柳久美子                                                                 | 高野绫            | 第22话 《小埋与感冒》 第23话 《小埋与便当》 第35话 《小埋与网络》 第36话 《小埋与漫画网咖》 第一卷番外篇 《作为一个孩子的小埋》         |
| 第11话 |          | 小埋的每一天         | 小埋的日常       | 鴻野貴光 | 網野哲郎 荒井省吾 | 荒井省吾          | 立口德孝、關崎昌也 川島尚、清水勝祐 保村成、染谷友梨花 山崎輝彥、岡野信男 中野裕紀、小野和美 、藤原奈津子 新井博慧（料理） | 中川洋未          | 第37话 《小埋与饮食协会》 第60话 《小埋与会议》 第61话 《小埋与帕菲》 第62话 《小埋与梅雨》 第63话 《小埋与冷饮》                       |
| 第12話 |          | 小埋與大家           | 小埋與大家       | 青島崇   | 太田雅彥          | 大隈孝晴          | 三岛千枝、高柳久美子 吉田奏子、尾尻进矢 市原圭子、伊藤大翼 立口德孝、 中川洋未                                             | 高野绫            | 第42話 《小埋与车》 第66話 《小埋与準備》 第67－68話 《小埋与海》                                                                       |
| OVA 1  |          | 小埋 再一次！        | 小埋 再一次！    | 青島崇   | 誌村宏明          | 福本洁 太田雅彥   | 中原清隆、松尾真彦 马场一树                                                                                                | 高野绫 中川洋未   | 第59話 《小埋与靠枕》 第58話 《小埋与彩票》 第86話 《小埋与烤肉》 第78話 《小埋与万圣节》 第76話 《小埋的逃学》                         |
| OVA 2  |          | 秘密的小埋           | 小埋的秘密       | 青島崇   | 小澤一浩          | 野木森達哉        | 小野田將人、保村成 中川洋未                                                                                                | 高野綾            | 第153話《小埋和生日祝福》 第154話《小埋和約會》 第116－117話《小埋和暑假》                                                              |
| 第2期  |          |                      |                  |          |                   |                   | |                   | |
| 第1話  |          | 干物妹歸來           | 干物妹的歸來       | 青島崇   | 大隈孝晴          | 守田藝成          | 小倉寬之、北村晉也 大城美幸、中川洋未 立口德孝、曾我篤史 渡邊舞、伊藤大翼 保村成                                           | 中野裕紀          | 第69話 《小埋和通宵》 第120話 《小埋和除草》 第80話 《小埋和球技大會①》 第81話 《小埋和球技大會②》 第83話 《小埋與笑臉》                |
| 第2話  |          | 小埋和亚历克斯       | 小埋和亞歷克斯   | 子安秀明 | 直谷隆            | 直谷隆            | 渡邊舞、保村成 | 直谷隆            | 第71話 《小埋和亞力克斯》 第74話 《小埋和挖耳勺》 第77話 《小埋和谣言》 第79話 《小埋和扫除》 第84話 《小埋与电影》                     |
| 第3話  |          | 小埋和朋友           | 小埋和朋友       | 青島崇   | 荒井省吾          | 荒井省吾          | 中野裕紀、伊藤大翼 立口德孝                                                                                                | 熊谷勝弘          | 第75話 《小埋和遊戲》 第72話 《小埋和新遊戲》 第82話 《哥哥的怒火》 第85話 《小埋和禮物》 第109話 《小埋和漢堡》                        |
| 第4話  |          | 和大家一起開派對     | 和大家一起開派對 | 鴻野貴光 | 三原武憲          | 秦義人            | 海保仁美、金璐浩 上野沙彌佳、菅原美智代                                                                                    | 中川洋未          | 第88話 《小埋與聖誕派對①》 第89話 《小埋與聖誕派對②》 第五卷番外篇《聖誕節的希爾芬福特》 第90話 《小埋和压岁钱 》 第92話 《小埋與溫柔》 |
| 第5話  |          | 哥哥的出差           | 哥哥的出差       | 青島崇   | 原口浩            | 原口浩            | 渡邊舞、小倉寬之 久保茉莉子、立口德孝 曾我篤史、平塚和哉                                                                   | 熊谷勝弘          | 第94話 《哥哥和出差① 》 第95話 《哥哥和出差②》 第96話 《哥哥和出差③》 第98話 《哥哥和料理》 第99話 《小埋和回家》                       |
| 第6話  |          | 小埋與夢想           | 小埋與夢想       | 子安秀明 | 直谷隆            | 守田藝成          | 伊藤大翼、保村成 壽門堂 | 中川洋未          | 第93話 《小埋和夢想》 第97話 《小埋和女兒節》 第100話 《小埋與畫畫》 第101話 《小埋與午餐》 第107話 《小埋和夜晚》                      |
| 第7話  |          | 小埋與遊樂園         | 小埋和遊樂場     | 杉原研二 | 上坪亮樹          | 上坪亮樹          | 、立口德孝 平塚知哉、河島裕樹 保村成、渡邊舞 中野裕紀                                                                      | 熊谷勝弘          | 第105話 《小埋和游乐园① 》 第106話 《小埋和游乐园②》 第108話 《小埋和表彰》 第111話 《小埋和弟子》 第六卷番外篇《輕飄飄的海老名》       |
| 第8話  |          | 小埋與小光           | 小埋和小光       | 鴻野貴光 | 荒井省吾          | 荒井省吾          | 海保仁美、金璐浩 藤田真弓、上野沙彌佳 菅原美智代、池添優子 菊永千里                                                        | 海保仁美          | 第113話 《和小埋一起過夜》 第115話 《小埋和戀愛》 出張篇 第124話 《》 第125話 《小埋和光》                                              |
| 第9話  |          | 干物妹與回憶         | 干妹與回憶       | 杉原研二 | 直谷隆            | 直谷隆            | 久保茉莉子、小倉寬之 伊藤大翼、渡邊舞 中川洋未                                                                             | 直谷隆 中川洋未   | 第114話 《小埋和照相机》 第104話 《》 第123話 《》 第129話 《》 番外篇《》                                                              |
| 第10話 |          | 最初的大家           | 最初的大家       | 鴻野貴光 | 三原武憲          | 太田雅彥 守田藝成 | 海保仁美、金璐浩 上野沙彌佳、菅原美智代 池添優子、飯塚葉子 松本和志、多田和春 曾我篤史、熊谷勝弘                           | 菊池正芳 中川洋未 | 第122話 《》 第134話 《》 第130話 《》 第128話 《》 第話 《》                                                                           |
| 第11話 |          | 小埋與星空           | 小埋與星空       | 子安秀明 | 原口浩            | 原口浩            | 小倉寬之、保村成 渡邊舞、立口德孝 久保茉莉子、伊藤大翼 平塚知哉、中川洋未                                                  | 不適用            | 第話 《》 第138話 《》 第139話 《》 |
| 第12話 |          | 大家和小埋           | 大家和小埋       | 青島崇   | 大隈孝晴          | 大隈孝晴          | 久保茉莉子、立口德孝 平塚知哉、伊藤大翼 小倉寬之、渡邊舞 保村成、熊谷勝弘 中川洋未                                         |                   | 第話 《》 |

### 播放電視台
日本深夜動畫：下文記載的日本国内播放時間使用日本標準時間（UTC+9）表示。因為部分時間标识會採用30小时制，因此請留意这类超过24:00的时间，其實際播放時間為翌日清晨。
电视動畫于2015年7月8日起，陸續在日本朝日放送、獨立電視網、AT-X及日本BS放送電視台开始播放。
| 播放日期                | 播放時間                                 | 播放電視台 | 播放地區   | 備註                                                        |
| ----------------------- | ---------------------------------------- | ---------- | ---------- | ----------------------------------------------------------- |
| 2015年7月9日 - 9月24日  | 星期四 2:14 - 2:44                       | 朝日放送   | 近畿廣域圈 | 水曜動畫〈水もん〉第1部                                     |
| 2015年7月13日 - 9月28日 | 星期一 0:00 - 0:30                       | TOKYO MX   | 東京都     |                                                             |
|                         | 星期一 0:00 - 0:30                       | AT-X       | 日本全域   | 有重播/參與製作                                             |
|                         | 星期一 0:30 - 1:00                       | BS11       | 日本全域   | 《ANIME+》頻道 /參與製作                                    |
| 2016年9月3日－11月19日  | 星期六 16:30－17:00 10月8日 16:25－16:55 | ViuTV      | 香港       | 因應電視尺度刪剪，自2022年1月17日起，完整版將於bilibili上架 |

| 播放日期                  | 播放時間             | 播放電視台 | 播放地區   | 備註                                                       |
| ------------------------- | -------------------- | ---------- | ---------- | ---------------------------------------------------------- |
| 2017年10月8日 - 12月24日  | 星期日 23:00 - 23:30 | AT-X       | 日本全域   | 有重播 / 參與製作                                          |
| 2017年10月9日 - 12月25日  | 星期一 0:00 - 0:30   | TOKYO MX   | 東京都     |                                                            |
|                           |                      | BS11       | 日本全域   | 《ANIME+》頻道 / 參與製作                                  |
| 2017年10月12日 - 12月29日 | 星期四 2:15 - 2:45   | 朝日放送   | 近畿廣域圈 | 水曜動畫〈水もん〉第1部 最終話於星期五放送                 |
| 2018年4月14日－6月30日    | 星期六 16:30－17:00  | ViuTV      | 香港       | 因應電視尺度刪剪，自2022年2月2日起，完整版將於bilibili上架 |

### 網路平台

#### 日本
| 配信日期             | 配信時間         | 配信網頁 | 2015年7月13日 - |
| -------------------- | ---------------- | -------- | --------------- |
| 星期一 21:30 - 22:00 | Niconico直播     |          |                 |
| 星期一 22:00 更新    | Niconico頻道     |          | 2015年7月15日 - |
| 星期三 0:00 更新     | 萬代頻道 / GYAO! |          |                 |

| 配信日期             | 配信時間     | 配信網頁 | 2017年10月12日 - 12月28日 |
| -------------------- | ------------ | -------- | ------------------------- |
| 星期四 21:30 - 22:00 | AbemaTV      |          |                           |
| 星期四 0:00 更新     | Niconico頻道 |          | 2017年10月13日 - 12月29日 |
| 星期五 21:30 - 22:00 | Niconico直播 |          |                           |

#### 港澳台
| 網路播放日期                              | 網路播放時間 | 播放網路平台              | 備註                     | 2015年7月8日 - 9月24日 |
| ----------------------------------------- | ------------ | ------------------------- | ------------------------ | ---------------------- |
| 星期一 01:00 深夜更新                     | 愛奇藝       | 第一期                    | 2017年10月8日 - 12月24日 | 星期一 01:00 深夜更新  |
| 愛奇藝                                    | 第二期       | 2017年10月15日 - 12月24日 | 星期一 01:00 深夜更新    | bilibili               |
| 有繁體中文字幕 播映地區為台灣、香港及澳門 |              |                           |                          |                        |

#### 中國大陸
| 星期日 23:30 更新 | bilibili | 提供簡体字幕 |

該動畫第一期於2015年7月9日起在优酷网、土豆网、腾讯视频、爱奇艺、bilibili、PPTV、乐视网多個視頻網站提供當地限定播放，提供简体中文字幕。
第二期於2017年10月8日起在bilibili獨家首播，提供简体中文字幕。

### 相關商品
BD / DVD
| 卷數  | 發售日期       | 收錄話數       | 規格編號  | 規格編號  |
| 卷數  | 發售日期       | 收錄話數       | BD        | DVD       |
| 第1季 | 第1季          | 第1季          | 第1季     | 第1季     |
| ----- | -------------- | -------------- | --------- | --------- |
| 1     | 2015年9月16日  | 第1話－第2話   | TBR25321D | TDV25327D |
| 2     | 2015年10月14日 | 第3話－第4話   | TBR25322D | TDV25328D |
| 3     | 2015年11月18日 | 第5話－第6話   | TBR25322D | TDV25329D |
| 4     | 2015年12月16日 | 第7話－第8話   | TBR25324D | TDV25330D |
| 5     | 2016年1月20日  | 第9話－第10話  | TBR25325D | TDV25331D |
| 6     | 2016年2月17日  | 第11話－第12話 | TBR25326D | TDV25326D |
| 第2季 |                |                |           |           |
| 1     | 2017年12月13日 | 第1話－第2話   | TBR27331D | TDV27337D |
| 2     | 2018年1月17日  | 第3話－第4話   | TBR27332D | TDV27338D |
| 3     | 2018年2月14日  | 第5話－第6話   | TBR27333D | TDV27339D |
| 4     | 2018年3月14日  | 第7話－第8話   | TBR27334D | TDV27340D |
| 5     | 2018年4月18日  | 第9話－第10話  | TBR27335D | TDV27341D |
| 6     | 2018年5月23日  | 第11話－第12話 | TBR27336D | TDV27342D |

CD
| 發售日期       | 名稱                         | 規格編號   |
| 第1季          | 第1季                        | 第1季      |
| -------------- | ---------------------------- | ---------- |
| 2015年8月19日  |                              | THCS-60061 |
|                | THCS-60062                   |            |
| 2015年11月18日 | 電視動畫「干物妹！小埋」OST  | THCA-60080 |
| 2016年8月17日  | UMARU THE BEST               | THCA-60102 |
| 第2季          |                              |            |
| 2017年11月15日 |                              | THCS-60166 |
|                | THCS-60167                   |            |
| 2017年12月13日 | ～妹S☆QUEST～                | THCA-60177 |
| 2018年1月17日  | 電視動畫「干物妹！小埋R」OST | THCA-60200 |

## 電子遊戲
由《干物妹小埋》所改编的電子遊戲《我家有個魚乾妹 魚乾妹！養成計劃（日語：干物妹！うまるちゃん ～干物妹！育成計画～）》於2015年冬季在PlayStation Vita平台开始發行。该遊戲是一部模擬遊戲，採用电视動畫中的畫風。遊戲的目標是培養并管理小埋的生活起居。

## 註解
1. ↑  单行卷1，封面后评论
2. ↑  漫画第6话提及
3. ↑  此处按动画播放时的出现顺序排序
4. ↑   註:

### 作品本身
1. 1 2 3 4  動畫版 第一季 第三話
2. 1 2  第一冊 第1話 第3－14頁
3. ↑  第一冊 第5話 第41－48頁
4. ↑  第五冊 第77話 第47－54頁
5. ↑  第一冊 第6話 第49－58頁
6. ↑  第一冊 第4話 第33－40頁
7. ↑  第一冊 第12話 第101－110頁
8. ↑  參自動畫第一季第二集5:37
9. 1 2 3  第三冊 第51話 第142－150頁
10. 1 2 3  第三冊 第52話 第151－160頁
11. 1 2  第四冊 第56話 第29－38頁
12. 1 2  第一冊 第18話 第153－162頁
13. 1 2  第二冊 第19話 第5－12頁
14. 1 2  第一冊 第14話 第119－126頁
15. 1 2 3  第三冊 第41.5話 第161頁
16. ↑  第四冊 第55話 第21－28頁
17. 1 2 3  第一冊 外傳 第163－170頁
18. 1 2  第一冊 第2話 第15－22頁
19. ↑  第一冊 第8話 第67－74頁
20. ↑  第二冊 第32話 第121－138頁
21. ↑  第一冊 第13話 第111－118頁
22. ↑  動畫版 第一季 第十一話
23. ↑  第一冊 第10話 第85－92頁
24. ↑  動畫版 第一季 第二話
25. ↑  第一冊 第16話 第137－144頁
26. ↑  第三冊 第65話 第107－116頁
27. ↑  第二冊 第25話 第57－64頁
28. 1 2  108話
29. ↑  第二冊 第34話 第139－148頁
30. ↑  第四冊 第66話 第117－124頁
31. ↑  第四冊 第67話 第125－132頁
32. ↑  第一冊 第15話 第127－136頁
33. ↑  第四冊 第71話 第161－170頁
34. 1 2  第六冊 第96話 第57－64頁
35. ↑  第四冊 第46話 第97－106頁
36. ↑  第六冊 第98話 第75－82頁
37. ↑  第六冊 第97話 第65－74頁
38. ↑  第六冊 第103話 第118－126頁
39. ↑   作: